# Szreniawa (powiat proszowicki)
Szreniawa – osada położona w województwie małopolskim, w powiecie proszowickim, w gminie Proszowice. Leży nad rzeką Szreniawą w kierunku północno-wschodnim od Proszowic.
Od 1994 funkcjonuje w sołectwie Klimontów.